# Virtual Lab
Virtual Lab (バーチャルＬＡＢ Bācharu rabu?) es un videojuego de puzle lanzado en 1995 para Virtual Boy. El juego ha sido desarrollado y distribuido por J-Wing solamente en Japón. El nombre inicial del proyecto del juego era «Chiki Chiki Lab».